# Орсини, Альфонсина
Альфонси́на Орси́ни (итал. Alfonsina Orsini; 1472, Неаполь, Неаполитанское королевство — 7 февраля 1520, Рим, Папская область) — регент Флорентийской республики в 1515—1519 годах, правление которой ознаменовало конец республики во Флоренции. Аристократка из дома Орсини. Жена Пьетро II и мать Лоренцо II, глав Флорентийской республики из дома Медичи, содействовавшая восстановлению власти Медичи во Флоренции после их изгнания. Оказывала влияние на папский двор во время понтификата деверя — римского папы Льва X. Бабка маршала Пьетро Строцци и Екатерины Медичи, королевы Франции.
Использовала личные средства, положение и связи для оказания помощи бедным, а также для укрепления власти и благосостояния своей семьи. Покровительствовала живописцам и архитекторам во Флоренции и Риме.

## Биография

### Семья и ранние годы
Родилась в 1472 году в семье Роберто Орсини, синьора Пачентро, графа Тальякоццо и Альбы и его второй супруги Катерины Сансеверино. По отцовской линии приходилась внучкой Карло Орсини, синьору Пачентро, великому коннетаблю Неаполитанского королевства и Паоле Джирониме Орсини из дома графов Тальякоццо. По материнской линии была внучкой Америго Сансеверино, графа Капаччо и Маргариты Сансеверино из дома герцогов Сан-Марко. Росла и воспитывалась при королевском дворе в Неаполе.
В 1486 году Альфонсину выдали замуж за главу Флорентийской республики Пьеро II Медичи, известного под именем Пьеро Глупого или Невезучего, сына Лоренцо Великолепного. Брак был устроен её дядей Бернардо Ручеллаи, который представлял невесту во время его заключения по доверенности. В феврале 1488 года она прибыла в Рим с приданым в двенадцать тысяч дукатов. На свадьбе Альфонсины и Пьеро Глупого присутствовали неаполитанский король Фердинанд I с женой, королевой Джованной Арагонской. В мае 1488 года молодые супруги прибыли из Рима во Флоренцию.
Во Флоренции Альфонсина активно занималась благотворительностью: оказывала материальную помощь монашествующим и беднякам, передавала от флорентийцев просьбы о помощи мужу, а после и сыну. Часто её просили помочь ослабить налоговое бремя, обеспечить рабочие места и вернуть конфискованное имущество. Вместе с матерью и свекровью, поддержала масштабную реконструкцию монастыря Святой Люции, которая включала расширение старых и возведение новых келий для монахинь-доминиканок, восстановление церкви и строительство капеллы. Некоторые кельи этого монастыря находились в личном ведении женщин из семьи Медичи, которые посещали их в любое удобное для них время. В браке с Пьеро Глупым у Альфонсины родились сын Лоренцо, будущий правитель Флорентийской республики и герцог Урбино и дочь Клариче, которая сочеталась браком с банкиром и кондотьером Филиппо Строцци Младшим.

### Политическая деятельность
В ноябре 1494 года муж Альфонсины, вместе с другими представителями дома Медичи мужского пола, был изгнан из Флоренции. Причиной изгнания семьи стали переговоры Пьеро Глупого, с вторгшимся на территорию республики, французским королём Карлом VIII, которые не удовлетворили ожиданий флорентийцев. 9 ноября 1494 года толпа разграбила дворец Медичи и выгнала из него Альфонсину и её мать, сняв с них все драгоценности. Обе женщины поселились в монастыре Святой Люции. Женщины и дети из семьи Медичи не были включены в число изгнанников, но их средства к существованию и возможности передвигаться по территории Флорентийской республики были значительно ограниченны. Закон также разрешал женщинам, чьи мужья были изгнаны, использовать своё приданое в качестве основного источника к существованию, но приданое Альфонсины было включено в список конфискованного республикой имущества. Альфонсина и её мать обратились за помощью к Карлу VIII. Они попросили его содействовать возвращению во Флоренцию семьи Медичи из изгнания. Однако король смог добиться для них лишь снятия статуса мятежников. В мае 1495 года Альфонсина попросила разрешения на поездку в Рим для воссоединения с мужем, но власти Флорентийской республики в этом ей отказали. В сентябре того же года она покинула город без разрешения и присоединилась к мужу и деверю Джулиано в Сиене. В марте 1497 года мать Альфонсины была также изгнана из Флоренции.
Пьеро Глупый умер в изгнании в 1503 году. В 1507 году Альфонсина ненадолго вернулась во Флоренцию, предприняв попытку вернуть своё приданое, а заодно и подыскать кандидата в мужья для своей дочери Клариче. Многие жители города были рады её возвращению, а она, в свою очередь, заручилась поддержкой для возвращения семьи Медичи из изгнания. Благодаря переговорам её золовки Лукреции, дочь Альфонсины была выдана замуж за Филиппо Строцци. Свадебные торжества прошли в Риме в декабре 1508 года. Таким образом, семья Медичи заручилась поддержкой и со стороны семьи Строцци. В приданое за дочерью Альфонсина дала четыре тысячи дукатов. В 1507 году гонфалоньер Пьеро Содерини попросил своего брата-кардинала, чтобы тот помог урегулировать вопрос с претензией Альфонсины на её приданое, но дело продвигалось крайне медленно. В 1508 году она обратилась к римскому папе Юлию II с просьбой взыскать с кардинала Франческо Содерини сумму, которая бы соответствовала размерам конфискованного у неё приданого, но безрезультатно. Только в конце 1510 года ей удалось добиться возвращения всех своих денег. Изгнание семьи Медичи из Флоренции длилось до сентября 1512 года, и всё это время Альфонсина находилась в Риме.
Когда её деверь был избран римским папой под именем Льва Х, она воспользовалась ситуацией, чтобы увеличить свой доход и предоставить дополнительные средства своему сыну Лоренцо. До 1514 года, постоянно жалуясь понтифику на нехватку средств, Альфонсина продолжала активно действовать в интересах своей семьи. Она провела в Риме год, лоббируя интересы зятя, чтобы тот смог получить должность генерал-депозитора Святого Престола. Это предоставило бы её семье прямой доступ к казне папского государства. Медичи начали открытую дискуссию о том, кто из членов семьи и их сторонников должен был получить самые доходные и влиятельные посты во Флоренции. Альфонсина действовала так, чтобы её сын пользовался исключительной властью в городе, в то время, как другие члены дома, возглавляемые её золовкой Лукрецией, хотели равного распределения властных полномочий между всеми членами семьи. Альфонсина даже поощряла Лоренцо вмешиваться в выборы, чтобы на важные посты избирались его сторонники. Она регулярно напоминала ему о необходимости одаривать семьи, которые длительное время были лояльны к семьям Медичи и Орсини. Примерно в это же время она также начала переговоры о невесте королевских кровей для него, рассматривая брак сына с испанской принцессой. В конце концов, её амбиции были удовлетворены его браком с французской аристократкой Мадлен де ла Тур-д’Овернь.

### Регентство
В июне 1515 года Альфонсина вернулась во дворец Медичи во Флоренции. Хотя Флоренция всё ещё была республикой, её сын под именем Лоренцо II, при поддержке самой Альфонсины, правил государством фактически на правах синьора. Дворец Медичи стал местом, где решались все государственные вопросы. Когда летом 1515 года Лоренцо II во главе армии Флорентийской республики отправился на помощь к римскому папе Льву X, чтобы поддержать его и испанцев в войне против французов, Альфонсина правила Флоренцией вместо сына. Хотя по закону она не могла быть официальным регентом, Альфонсина утверждала решения правивших советов и редактировала письма, которые Лоренцо II отправлял этим советам во время своего отсутствия. В своих отчётах советы отмечали, что решения принимались «по приказу Великолепной синьоры Альфонсины». Её канцлер, Бернардо Фьямминги, был назначен секретарём канцелярии, писавшей новые законы. Она давала распоряжения о том, кого следует «избирать» в советы на протяжении всего правления Лоренцо II. Альфонсина также занималась вопросами участия республики в войне. Когда швейцарские наёмники покинули испанцев, она начала переговоры о мирном соглашении с французами. Римский папа Лев X попросил её направить послов для обсуждения договора с французским королём Франциском I. Договор включал положение, позволявшее семье Медичи продолжать своё правление во Флоренции. Альфонсина занималась организацией официального визита римского папы Льва X во Флоренцию в ноябре 1515 года. Он посетил город по пути к месту заключения мирного договора.
Благодаря усилиям Альфонсины, в 1516 году Лоренцо II получил во владение герцогство Урбино. Она профинансировала его участие в войне за этот феод. Когда её сын отбыл в Урбино, Альфонсина, находясь в Риме, управляла Флоренцией через епископа Горо Гери, который служил ей до 1517 года. Даже когда Лоренцо II давал указания Горо Гери, тот исполнял их, только получив разрешение от Альфонсины. Она взяла на себя ответственность за назначение правителей на территориях, управлявшихся Флоренцией, в том числе в Реджо и Урбино; все они следовали её приказам.
Правление Альфонсины не пользовалось популярностью у народа, и даже во время визита римского папы Льва X в 1515 году, во Флоренции сторонники республики выразили протест, на транспарантах обличая её в жадности и называя врагом свободы. Многие флорентийцы боялись надвигающегося конца республики и превращения её в монархию. К весне 1519 года здоровье Альфонсины настолько ухудшилось, что она перестала ходить. Она умерла в Риме 7 февраля 1520 года. После смерти Альфонсины, распространились слухи о том, что она оставила после себя невероятное состояние, более семидесяти тысяч дукатов. Настоящае сумма её наследства составила около десяти тысяч дукатов римскому папе Льву X, которому она поручила использовать эти средства для содержания своих дочери и внучки. Альфонсину похоронили в базилике Санта-Мария-дель-Пополо в Риме. Зять покойной предложил для неё следующую эпитафию: «Альфонсина Орсини, о смерти которой никто не плакал, при жизни которой плакали все, и чьи похороны были наиболее отрадны и целительны для человечества».

## Влияние на искусство и архитектуру
До изгнания семьи Медичи из Флоренции, Альфонсина финансировала работу Мариотто Альбертинелли, отправляя его картины своей большой семье по всей Италии. В 1504 году Альфонсина унаследовала от своей матери замок возле Тиволи. В 1514 году её зять Филиппо Строцци составил полное описание древних статуй из коллекции Альфонсины, отметив, что они были одними из лучших в Риме. С 1515 по 1519 год Альфонсина участвовала со своим сыном Лоренцо в нескольких крупных строительных проектах. Она продолжила строительство виллы в Поджо-а-Кайано, занималась возведением озёрного дома в Фучеккьо и восстановлением садов во Флоренции. В этот период Альфонсина лично руководила строительством дворца Медичи-Ланте в Риме. Во всех этих проектах был занят, нанятый ею, архитектор Нанни ди Баччо Биджо.

### Книги
- Reiss Sh. E., Wilkins D. G. Widow, Mother, Patron of Art: Alfonsina Orsini de’ Medici // Beyond Isabella: secular women patrons of art in Renaissance Italy :  [англ.]. — Kirksville, Miss. : Truman State University Press, 2001. — Vol. LIV. — 339 p. — (Sixteenth century essays and studies). — ISBN 978-0-94-354978-1.
- Tomas N. The Medici Women: Gender and Power in Renaissance Florence :  [англ.]. — Farnham : Ashgate, 2003. — 229 p. — (Women and gender in the early modern world). — ISBN 978-0-75-460777-9.

### Статьи
- Cavini D. Un boss di nome Alfonsina (итал.) // Corriere Fiorentino : giornale. — 2015. — P. 20.
- Gilbert F. Bernardo Rucellai and the Orti Oricellari: A Study on the Origin of Modern Political Thought (англ.) // Journal of the Warburg and Courtauld Institutes : journal. — 1949. — No. 12. — P. 101—131. — JSTOR 750259.
- Tomas N. Alfonsina Orsini de’ Medici and the ‘problem’ of a female ruler in early sixteenth century Florence (англ.) // Renaissance Studies : journal. — 2000. — No. 14. — P. 70—90.